# Strijkkwartet nr. 10 (Norgard)
Per Nørgård componeerde zijn Strijkkwartet nr. 10 in 2005.
Het strijkkwartet dat uit één deel bestaat is geschreven voor het Kroger Kwartet. Dat strijkkwartet verzorgde eens zo’n goede uitvoering van het vijfde strijkkwartet, dat de componist nog wel een werk voor hen wilde componeren. Hij vond met name de cellist van het kwartet inspirerend. Tijdens het componeren gingen zijn gedachten uit naar het plantje Herfsttijloos. Wellicht komt dat door de stijl waarin het geschreven is. Het leunt qua stijl aan tegen de muziek van Salvatore Sciarrino en van de strijkkwartetten van Helmut Lachenmann, maar is lang niet zo extreem als bijvoorbeeld Gran Torso. De snaren worden dan weer grof aangestreken, zodat een haast krakend geluid voortgebracht wordt, dan weer klinkt de muziek bijzonder licht. Andere fragmenten van de muziek zijn te vergelijken met de transparantie die de strijkkwartetten van Mozart kenden. Sommige fragmenten, bijvoorbeeld rond de zesde minuut, doen sterk aan de helderheid van Mozart’s stukken denken, maar Nørgård laat het strijkkwartet dan weer direct terugkeren naar de moderne tijd met toepassing van microtonen. Al eerder verscheen in het werk een seconde lang aangehouden dissonant, die door merg en been gaat, waaromheen een melodie wordt gespeeld.